# Volkspolizei
La Volkspolizei o Deutsche Volkspolizei, nota anche in italiano col nome di Polizia popolare tedesca, era la forza di polizia nazionale della Repubblica Democratica Tedesca. I suoi appartenenti, nella Repubblica Federale, venivano spesso soprannominati VoPos o anche Die Grünen, (I Verdi, per via della loro uniforme verde).
Il Corpo fu fondato subito dopo la fine del secondo conflitto mondiale e fu sciolto con la riunificazione delle due Germanie. I suoi appartenenti ricevevano un addestramento militare. La Polizia Popolare era come una sorta di secondo esercito, ma svolgeva fondamentalmente compiti di polizia civile.

## Profilo storico

### Fondazione
La Volkspolizei venne fondata subito dopo il termine della seconda guerra mondiale, quando nel giugno del 1945 l'Amministrazione militare sovietica in Germania (SMAD) guidò la formazione delle forze di polizia nella Zona di occupazione sovietica (SBZ). I primi corpi si basavano sulla Landespolizei della Repubblica di Weimar ed erano sotto i ministeri degli interni dei cinque Länder nella SBZ. A livello esecutivo, furono nominati essenzialmente membri comunisti. Alla fine del 1946, la SMAD diede le direttive per la formazione dell'Amministrazione tedesca degli interni (Deutsche Verwaltung des Inneren, DVdI) sotto la guida del veterano del Partito Comunista di Germania Erich Reschke, al quale venne affidato il controllo delle forze di polizia formata dalla Schutzpolizei, Verkehrspolizei, Kriminalpolizei e Verwaltungspolizei. Quest'ultima era la polizia amministrativa e aveva competenza nei servizi di segnalazione, nel controllo dei prezzi e nelle licenze nell'economia socialista della zona est.
L'amministrazione sovietica approvò la formazione di un corpo di polizia il 31 ottobre 1945.
All'inizio del 1946, la polizia non militarizzata nella SBZ contava circa 22 000 agenti di polizia. Nel 1948, questo numero era stato aumentato a circa 65 000. Inoltre, c'erano circa 9.600 uomini a Berlino, collegati solo in modo informale a causa della suddivisione della città tra le quattro potenze. Kurt Fischer fu nominato capo di DVdI nel 1948 su iniziativa di SMAD.
Il termine Volkspolizei iniziò ad essere usato formalmente nel 1946. In agosto la Volkspolizei fu posta sotto il comando del ministro dell'interno tedesco. I primi Volkspolizisten erano in gran parte ex membri della Wehrmacht, "passati" alla causa del comunismo. C'erano inoltre ex membri delle brigate internazionali della guerra civile spagnola. La Volkspolizei era organizzata allo stesso modo delle milizie dell'Unione sovietica.
Nel novembre 1946 la Volkspolizei aveva più di 45.000 agenti; nello stesso mese l'amministrazione sovietica autorizzò la formazione della polizia di frontiera, circa 3 000 unità, i quali avevano l'incarico di prevenire l'emigrazione di massa verso Ovest.
Nel maggio del 1949 il nome Deutsche Volkspolizei fu usato per la prima volta in maniera ufficiale. Con la nascita della RDT nell'ottobre dello stesso anno, circa 10 000 quadri della VP furono licenziati a causa di inaffidabilità politica o mancanza di attitudine professionale. L'ex presidente della DVdI Reschke fu imprigionato in un campo di lavoro sovietico a causa del suo operato da prigioniero nel campo di concentramento di Buchenwald.
Tuttavia, il servizio di polizia inizialmente non riuscì ad essere abbastanza efficace per contrastare il numero elevato di reati perpetrati dalla numerosa popolazione povera. Sebbene le armi fossero già state fornite dai sovietici all'inizio del 1946, la quantità degli armamenti rimase comunque insufficiente e anche il livello di formazione del personale era scarso: la percentuale di membri non addestrati era compresa tra il 65 e il 95%. Le scuole di polizia create nel 1946 potevano offrire solo una scarsa offerta di corsi, che di solito avevano una durata di quattro settimane. Nel 1948, l'amministrazione politico-culturale all'interno della polizia creò un organo di controllo per la fedeltà all'ideologia comunista. Nel 1949, il personale raggiunse una quota stabile con l'83% dei membri appartenenti alla classe lavoratrice e l'86% al Partito Socialista Unificato di Germania (fondato tre anni prima). Venne data un'attenzione particolare al reclutamento di prigionieri di guerra di ritorno nella SBZ dall'Unione Sovietica.
Nella primavera dello stesso anno, l'amministrazione sovietica ordinò che la Volkspolizei fosse purgata di tutti gli elementi indesiderabili, che comprendeva tutti coloro che avevano servito nella Wehrmacht, che erano stati prigionieri di guerra all'Ovest, che erano profughi dalle regioni occupate da poco dalla Polonia e dalla Russia e che avevano parenti nei territori occidentali. Inoltre venivano licenziati coloro che non si dimostravano molto fedeli alla causa comunista.
Nel 1949, sotto la guida della SMAD, furono istituite stazioni di polizia formate da 3 500 unità in tutta la SBZ e nel 1951 divenne un ulteriore ramo organizzativo della VP. Nel 1951 aveva 25 000 impiegati in divisa per la protezione di imprese e strutture statali e del partito. A ciò si aggiunsero quasi 3 000 vigili del fuoco privati (Werkfeuerwehren), successivamente integrati nella VP. La protezione ambientale fu trasferita alla Schutzpolizei nel 1960.

### Primi anni della RDT

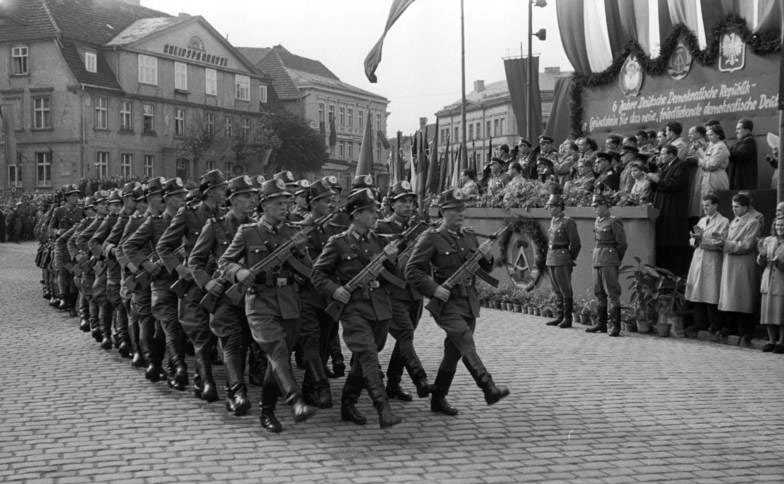
Marcia di soldati della Volkspolizei a Neustrelitz, 1955, Bundesarchiv

Con la fondazione della Repubblica Democratica Tedesca nel 1949, la Volkspolizei fu subordinata al Ministero degli Interni, nel quale venne formato il quartier generale della VP (Hauptverwaltung der Deutschen Volkspolizei, HVDVP) con a capo Karl Maron. L'HVDVP era al comando delle 14 direzioni distrettuali della Germania orientale e di un ufficio della Volkspolizei a Berlino Est. Nel 1950, la sezione penitenziaria fu subordinata ufficialmente al Ministero della Giustizia. Allo stesso modo, l'HVDVP ricevette la supervisione generale di tutti i vigili del fuoco della RDT. Dal 1950 iniziò la costruzione di gruppi rapidi (schneller Gruppen) per un totale di circa 5 000 uomini.
Nel 1950, la neonata Repubblica Democratica Tedesca, pur non avendo ancora un esercito, aveva un corpo di polizia molto efficiente.
La politica del personale della VP era molto rigida. Da un lato, molti poliziotti preferirono trasferirsi nell'industria a causa delle condizioni di lavoro e della retribuzione, mentre altri furono arruolati nella Kasernierte Volkspolizei. Ciò provocò un aumento della percentuale di licenziamenti annuali dal 14 al 17%, provocati essenzialmente dalla cessazione volontaria. All'interno degli organi armati dello stato e della SED, la VP aveva la priorità più bassa. Altrettanto trascurato era l'equipaggiamento con armi e munizioni, nonché la formazione. Nel 1952, la VP iniziò a costruire un sistema di aiuto che integrava gli aiutanti volontari della polizia (Freiwillige Helfer der Volkspolizei, FH). Il numero di questi aiutanti è cresciuto da circa 27 000 alla fine del 1952 a circa 160 000 alla fine del 1960. Nel dicembre dello stesso anno, la VP iniziò a costruire il sistema delle autorità di sezione (Abschnittsbevollmächtigter, ABV) in modo da poter penetrare ulteriormente nella vita civile del popolo.

### Rivolta del 1953 e sorveglianza del Muro
Il primo massiccio ricorso della Volkspolizei si ebbe in occasione delle rivolte che scossero la RDT in occasione dei moti operai del 17 giugno 1953, quando i lavoratori di Berlino Est protestarono contro l'aumento delle quote di lavoro senza l'aumento di salario.
La VP fu coinvolta nella soppressione della rivolta assieme al gruppo di forze sovietiche nella RDT. I leader del SED e della polizia popolare interpretarono la rivolta e lo schieramento dell'esercito sovietico come una debacle della sicurezza interna. Dopo la rivolta, Maron chiese al segretario del partito Walter Ulbricht 15 000 nuovi posti di lavoro per la polizia. Analogamente, la leadership decise di rafforzare la componente paramilitare tramite una formazione condotta ma slegata dalla VP nel Ministero dell'Interno. Ogni membro doveva essere pronto in un anno e i poliziotti più anziani avrebbero dovuto dare la propria disponibilità di almeno un anno e mezzo in caso di mancanze nell'organico. Inoltre, negli anni cinquanta, l'addestramento militare della VP si intensificò e, tra le altre cose, tutti gli agenti della polizia dovettero frequentare il collegio militare per almeno un mese. Si diede inoltre un'attenzione particolari ai combattimenti nelle strade e nelle case.
Nonostante gli sforzi per rafforzare l'armamento, nel 1959 si ebbe un disavanzo di circa il 29% per le armi da fuoco. La VP era dotata anche di bombe a mano, mitragliatrici pesanti, carabine, 14 cannoni ad acqua e 320 veicoli blindati.
Anche prima della costruzione del muro di Berlino nel 1960, fu avviata una standardizzazione dell'armamento della polizia popolare. Generali e membri della Kriminalpolizei furono dotati di pistole da 7,65 mm. Tutti gli altri membri della VP dovevano usare le Makarov. La polizia popolare ebbe numerose funzioni durante l'edificazione del muro di Berlino e, una volta ultimato, gli organi armati della RDT furono ristrutturati: la polizia di frontiera tedesca (Deutsche Grenzpolizei) fu subordinata al Ministero della Difesa Nazionale, nel 1962 la Hauptverwaltung der Deutschen Volkspolizei fu riformata come istituzione intermedia tra la VP regionale e il Ministero dell'Interno.
A decorrere dalla costruzione del Muro di Berlino nel 1961, il corpo ebbe la responsabilità della sorveglianza armata contro i transiti, con il colpo in canna.

### Anni sessanta e settanta
A partire da marzo 1963, il Comitato Centrale del SED iniziò a ricevere notizie su problemi interni della VP, riscontrando in particolare un basso morale e una scarsa affidabilità politica. Di conseguenza, Karl Maron fu rimosso come ministro dell'Interno e sostituito da Friedrich Dickel. Sotto la sua guida, furono introdotte nuove norme e regolamenti interni. Con il nuovo sistema educativo, il livello di istruzione dei nuovi candidati aumentò del 10% dall'inizio degli anni sessanta. Il modello della polizia socialista statale incarnato dalla VP è stato anche legalmente sancito nel 1968 dalla "legge sui doveri e sui poteri della polizia popolare" (Gesetz über die Aufgaben und Befugnisse der Volkspolizei). Oltre all'originale compito di sicurezza, la VP era coinvolta nella propaganda dell'ideologia socialista e doveva sostenerla con misure educative per la popolazione nell'interesse del SED.
A metà degli anni settanta, fu previsto per la Volkspolizei un armamento composto da oltre 180 000 fucili mitragliatori (incluso l'AK-47), circa 215 000 pistole e circa 45 000 mitragliatrici Skorpion. Le scuole della VP continuarono a fornire un addestramento di base per quanto riguarda l'uso di artiglieria antiaerea, mitragliatrici pesanti e armi anticarro. Nello stesso periodo furono acquistati circa 5.000 diffusori di gas irritanti, oltre a 63 fucili di precisione Dragunov per la Kriminalpolizei. Dal 1975, a causa della grave situazione economica della RDT, non vi furono ulteriori miglioramenti significativi all'equipaggiamento.

### Die Wendee riunificazione

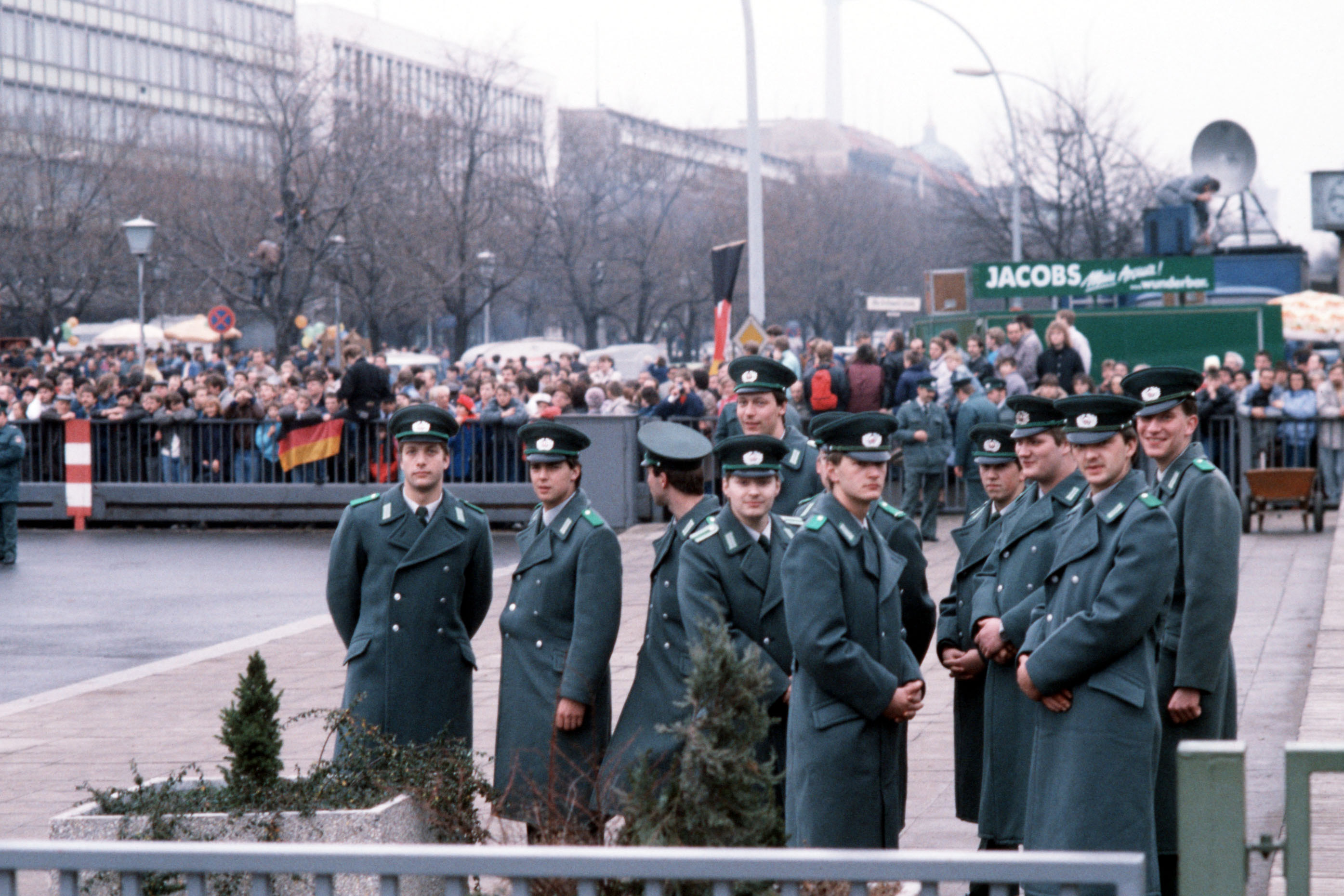
Agenti e graduati della Volkspolizei attendono l'apertura ufficiale della Porta di Brandeburgo (1989)

Durante Die Wende, gli agenti della VP furono schierati a Dresda con manganelli per impedire ai cittadini della RDT di salire sui treni diretti a ovest. Il 7 ottobre 1989, la VP fu usata anche contro i manifestanti a Berlino Est, con feriti gravi, il rifiuto dell'assistenza da parte dei funzionari di polizia e molestie e torture nei confronti dei prigionieri. Più tardi, il SED rinunciò ai tentativi di reprimere le manifestazioni con la violenza. Il 4 novembre 1989, vi fu persino una cooperazione tra la VP e gli organizzatori di una manifestazione di massa sulla Alexanderplatz a Berlino Est. Sotto il governo di Hans Modrow, Friedrich Dickel fu sostituito da Lothar Ahrendt dopo dieci anni da ministro degli interni e al Ministero fu tolto il controllo della polizia.
Dopo la riunificazione tedesca del 1990, migliaia di persone lasciarono il lavoro nella Stasi e nella Volkspolizei e alcuni dei membri più giovani furono assunti nel nuovo servizio di polizia, gestito dai colleghi della Germania occidentale.

## Organizzazione
La Volkspolizei eseguiva i tradizionali compiti di una qualsiasi polizia civile, come l'investigazione e il controllo del traffico. La VP trasferiva la maggior parte dei suoi rapporti al Ministero della Sicurezza Nazionale, il quale monitorava le azioni della polizia. La VP era alle dipendenze del Ministero dell'Interno.
Il salario mensile del Volkspolizist era al di sopra della media nazionale.

### Amministrazione centrale
La Volkspolizei era amministrata dal Ministero dell'Interno della Repubblica Democratica Tedesca. Il Comando generale era composto dal ministro dell'interno e dal capo della polizia.
La sua sezione era divisa in cinque dipartimenti: dipartimento criminale, dipartimento della polizia in divisa, dipartimento dei trasporti, dipartimento del traffico, dipartimento dei libretti di circolazione.
La sezione militare della Volkspolizei, la "Kasernierte Einheiten", era amministrata dal ministro dell'interno e dal capo delle ispezioni.

### Comandi regionali
- Presidio di Berlino
  - 8 Ispettorati
  - Ispettorato della polizia fluviale
- 14 comandi di distretto, ognuno per ciascun distretto della repubblica, con esclusione di Karl Marx Stadt (oggi Chemnitz).
- 3 comandi di polizia a Karl Marx Stadt, per proteggere l'impresa statale della Wismut.

## Reclutamento
Per diventare un ufficiale della Volkspolizei si dovevano completare innanzitutto almeno dieci anni di studio e tre anni di formazione professionale, nonché aver terminato il servizio militare. La lealtà politica era d'obbligo.
Dopodiché una recluta doveva frequentare cinque mesi di Accademia di Polizia. Le materie del corso comprendevano educazione politica, diritto, procedure ed educazione fisica. Di seguito la recluta completava il corso con sei mesi di pratica.
I motivi per cui i giovani della DDR desideravano entrare nella Volkspolizei erano più o meno gli stessi delle controparti occidentali, ossia stare a contatto con la gente, idealismo, tradizione, servire il paese.